# Facondino di Tadino
San Facondino (Tadinum, intorno al 500 – Tadinum, 28 agosto 607) è stato un vescovo romano, vescovo di Tadinum, città romana sulla Via Flaminia, a 117 miglia da Roma; è venerato come santo dalla Chiesa cattolica.
Gualdo Tadino gli attribuisce il titolo di "padre della patria di Gualdo" (in latino pater patriae Tadinum). Alla sua memoria liturgica è collegata quella del suo arcidiacono Gioventino che, come era normalmente in uso in quei tempi, sembra sia stato il suo successore. Già nell'Alto Medioevo la festa di San Facondino era celebrata il 28 agosto mentre quella di San Gioventino il 2 settembre. La rilevanza della festa era tale che ricorrendo il 28 agosto la data della morte di sant'Agostino, nel territorio tadinate sant'Agostino era ricordato il giorno successivo.

## Biografia
Di lui sono ricordate le lunghe veglie notturne di preghiera sul Monte Serrasanta, la premura in particolare per i bambini, per i poveri e le vedove e la vigilanza contro le penetrazioni delle dottrine eretiche tra i suoi fedeli.
Nel 2007 la parrocchia di San Facondino ha deciso di finanziare la pubblicazione del Lezionario di San Facondino, ancora inedito. Si tratta di un antico testo agiografico trecentesco che narra la figura del Vescovo-eremita che operò nell'antica diocesi di Tadino. L'opera è stata curata da Maria Cristina Anderlini ed è la prima edizione critica del testo, il cui originale è oggi conservato nel codice 7853 della Biblioteca Apostolica Vaticana.

## Culto
All'inizio le sue reliquie furono venerate nella Basilica urbana fuori dell'abitato di Tadinum, come era prescritto dalla legge romana. Durante le invasioni barbariche iniziate con il passaggio nel 409 dei Goti di Alarico, distrutta la città e l'abitato circostante, durante i secoli si susseguirono altre tre chiese, tutte lontane dalla Via Flaminia per sicurezza: quella attuale risale al XII secolo. La prima chiesa secondo la leggenda venne eletta nel punto dove due giovenchi, che trainavano il carro su cui era posto il corpo di Facondino si arrestarono senza voler proseguire oltre.
Nel 1584, dopo la riesumazione, le reliquie del Santo furono poste, con quelle di San Gioventino, sull'altare maggiore. Nel 1907 vennero collocate in un'urna di legno dorato.
Nel 1961 Vittore Ugo Righi, gualdese, Arcivescovo titolare di Bilta e Nunzio Apostolico, offrì una nuova urna in argento per conservare il corpo del Beato Angelo da Gualdo Tadino. In quella occasione l'urna in metallo dorato del 1888 che custodiva le spoglie del Beato venne donata dal Capitolo della Cattedrale di Gualdo Tadino, per conservare il corpo di San Facondino.
Per quasi mille anni, cioè fino al XIV secolo, quando il Beato Angelo è stato scelto come primo protettore di Gualdo Tadino, San Facondino è stato il principale Santo patrono dei Tadinati. Infatti il Martirologio Vaticano del XIII secolo gli dedica, unico tra i santi ricordati, oltre dieci righe di testo.
Fino al XIX secolo fu consuetudine millenaria che ogni terza domenica del mese, tutto il clero tadinate seguito da numerosissimo popolo, uscendo dalla porta di Gualdo chiamata "Porta San Facondino" si dirigeva pregando e invocando la protezione del Santo verso la Chiesa a lui dedicata distante più di un chilometro.
Nella Cattedrale di Rimini (Tempio Malatestiano) si conserva un sarcofago del VI secolo, proveniente da Ancona, portato via in una della tante razzie del Medioevo, in cui sono conservate parti delle sue reliquie insieme a quelle di San Gioventino, San Pellegrino e Santa Felicita, la martire romana. Alcuni manoscritti in pergamena e su carta hanno tramandato diverse redazioni della sua vita, tra cui il preziosissimo codice n.7853 e un martirologio del XIII secolo ora nella Biblioteca Vaticana, che appartenne al Convento di San Francesco di Gualdo. Dopo la distruzione di Nocera nel 1248 il Vescovo, fuggendo con i suoi sacerdoti, fissò la sede episcopale della diocesi per oltre 40 anni nella canonica della Chiesa di San Facondino.
La sua immagine è raffigurata nel polittico di San Facondino opera della scuola del Nelli (secolo XV) ora nel Museo Civico della Chiesa monumentale di San Francesco di Gualdo Tadino e nella tavola dell'Agapiti (secolo XV) nella Pinacoteca nel Palazzo Oliva di Sassoferrato.